# جردن اندروز
جردن اندروز (انگلیسی: Jordan Andrews؛ زادهٔ ۱۵ ژوئن ۱۹۸۶) موسیقی‌دان، آهنگساز و تهیه‌کننده موسیقی اهل بریتانیا است. وی از سال ۲۰۰۰ میلادی تاکنون مشغول فعالیت بوده‌است.
از فیلم‌ها یا مجموعه‌های تلویزیونی که وی در آن‌ها نقش داشته‌است، می‌توان به الفی هاپکینز اشاره نمود.